# Кевін Мехм
Кевін Мехм (англ. Kevin Miehm; нар. 10 жовтня 1969, Кіченер, Онтаріо, Канада) — канадський хокеїст, нападник.

## Ігрова кар'єра
Вихованець клубу «Кіченер Рейнджерс» (Хокейна ліга Онтаріо), у драфті НХЛ 1987 був обраний в третьому раунді під 54 номером клубом «Сент-Луїс Блюз». Більшість кар'єри провів у клубах ІХЛ «Пеорія Райвермен», «Форт-Вейн Кометс», «Мічиган К-Вінгс». З 1992 по 1994 виступав у складі клубу НХЛ «Сент-Луїс Блюз». У 1996 році переїхав до Європи, де виступав у командах: Азіаго, Тургау, «Адлер Мангейм» (у 1999 році став чемпіоном Німеччини), Фельдкірх, Нюрнберг Айс Тайгерс та «Шеффілд Стілерс». 

## Нагороди та досягнення
- Володар Вільям Генлі трофі, однієї із нагород Хокейної ліги Онтаріо — 1989.
- Чемпіон Німеччини у складі «Адлер Мангейм» — 1999.